# Blachownia
Blachownia este un oraș în Polonia.